# Sân vận động Hasely Crawford

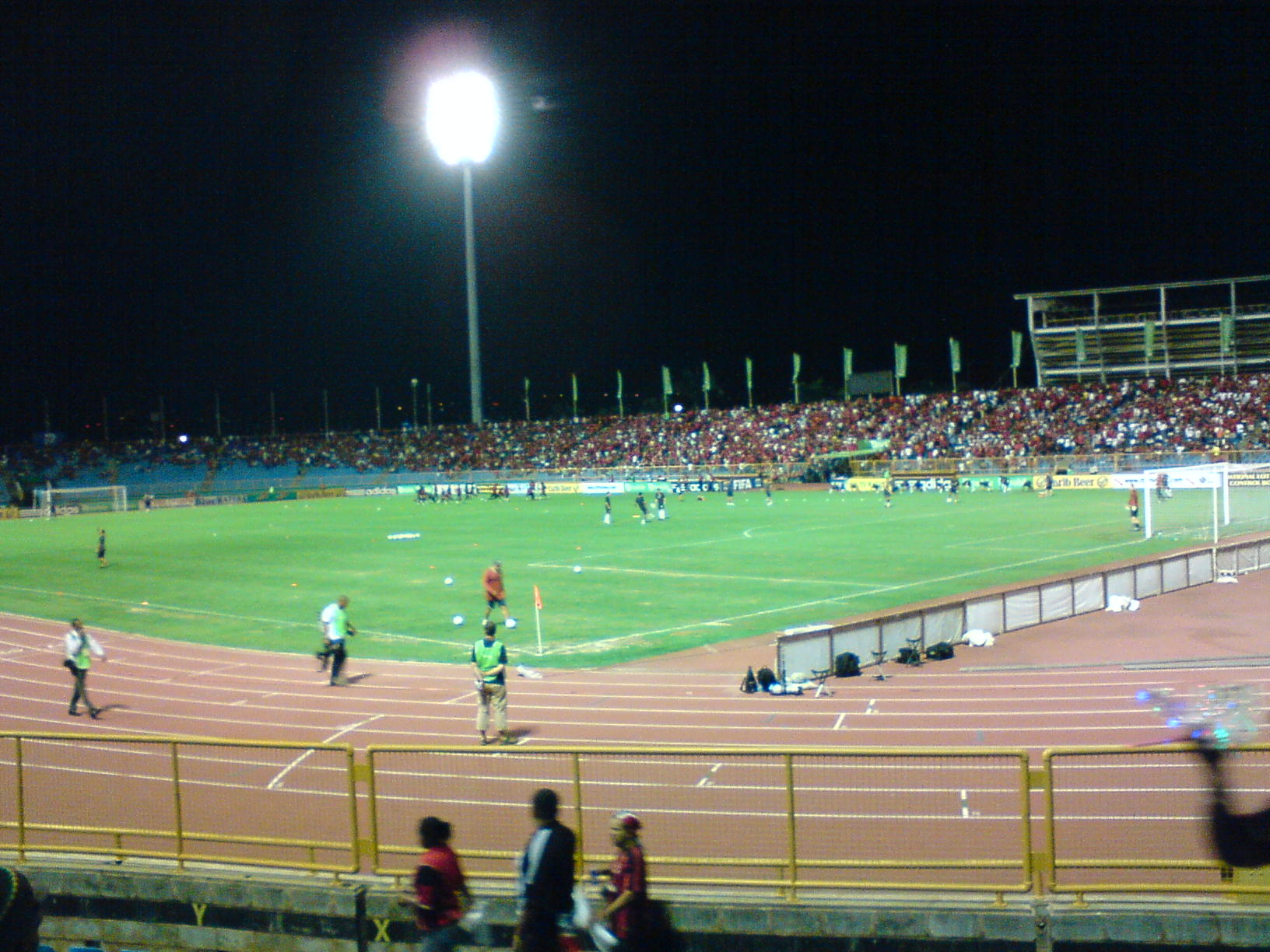
Trận đấu vòng loại World Cup 2010 giữa Trinidad và Tobago với Cuba

Sân vận động Hasely Crawford (tiếng Anh: Hasely Crawford Stadium), trước đây có tên gọi là Sân vận động Quốc gia, là một sân vận động nằm ở Port of Spain, Trinidad và Tobago. Sân chính thức được khánh thành bởi Thủ tướng George Chambers vào ngày 12 tháng 6 năm 1982. Vào ngày 30 tháng 12 năm 1996, Thủ tướng Basdeo Panday chính thức đặt tên sân là "Sân vận động Hasely Crawford", sau khi vận động viên đầu tiên của Trinidad và Tobago giành được huy chương vàng Olympic.

## Lịch sử
Sân vận động được sử dụng bởi đội tuyển bóng đá quốc gia Trinidad và Tobago cho các trận đấu trên sân nhà. Sân đã tổ chức trận chung kết Giải vô địch bóng đá U-17 thế giới 2001. Sân cũng đã tổ chức các trận đấu tại Giải vô địch bóng đá nữ U-17 thế giới 2010.
Sân vận động hiện có sức chứa 22.575 chỗ ngồi, tuy nhiên vào ngày 19 tháng 11 năm 1989, Trinidad và Tobago đã có trận đấu với Hoa Kỳ trong vòng loại World Cup mà Hoa Kỳ đã giành chiến thắng, qua đó giành quyền tham dự World Cup 1990 sau 36 năm không đủ điều kiện tham dự. Khoảng 30.000 - 40.000 khán giả đã theo dõi trận đấu này. Phòng VIP kiểu rạp hát có sức chứa 250 người.